# Билина Микола Кузьмич
Микола Кузьмич Билина (нар. 1921, село Федорівка, тепер Вовчанський район, Харківська область — пом. 24 травня 1976, Київ) — український радянський військовий діяч, начальник політичного відділу військ Червонопрапорного Західного прикордонного округу КДБ СРСР, генерал-майор. Член Ревізійної Комісії КПУ в 1976 р.

## Біографія
Народився у селянській родині. У 1940 році закінчив Харківський машинобудівний технікум.
З 1940 року — в Червоній армії. Учасник німецько-радянської війни. Член ВКП(б) з 1943 року.
З 1946 року служив у прикордонних військах МДБ-КДБ СРСР. Був на комсомольській роботі у військах Закарпатського прикордонного округу.
Закінчив Військово-політичну академію імені Леніна.
Після закінчення Військово-політичної академії імені Леніна служив начальником політичного відділу і начальником прикордонного загону в Азербайджанському прикордонному окрузі.
У 1965—1975 р. — заступник начальника політичного відділу військ Червонопрапорного Західного прикордонного округу КДБ СРСР.
У 1975 — 24 травня 1976 р. — начальник політичного відділу — заступник начальника військ Червонопрапорного Західного прикордонного округу КДБ СРСР.

## Звання
- генерал-майор

## Нагороди
- три ордени Червоної Зірки
- медалі